# Хайтарма (танец)
Хайтарма́ (крымскотат. qaytarma, къайтарма, قایدرمه — «возвращение») — крымскотатарский народный танец.

## Описание
Танец символизирует природные циклы и вечное движение. Мужчина в ходе танца держит руки врозь, а пальцы сжимает в кулак. Делает стремительные и задорные движения с небольшими подскоками. В момент танца мужчина держит стройный корпус. Женщина в танце напротив, действует пластично без резких движений с аккуратными движениями ног и плеч, делая плавные вращательные движения руками. При этом в некоторых источниках указывается, что танец может исполнятся только женщинами или отдельно женщинами от мужчин.
Исполняется крымскими татарами на свадьбах и праздниках.

## История
Исследователь А. В. Богород предполагает, что хайтарма заимствованна у суфийского танца дервишей.
По версии указанной в статье «Музыкально-поэтическое наследие крымчаков» Б. Н. Казаченко, Н. Ю. Бакши, А. Л. Ачкинадзе корни танца относят к появлению сефардов в Крыму после их изгнания с Пиренейского полуострова в 1492 году. На полуострове танец переняли крымские цыгане (урмачель). Авторы статьи указывают, что впервые хайтарма упоминается в 1793 году. Кроме того, танец в различных вариациях используют не только крымские татары, но и крымчаки, караимы, урумы и греки Приазовья.
В 1903 году композитор Александр Спендиаров впервые исполнил мелодию «Хайтарма». Материал для песни он собрал во время пребывания в Карасубазаре. Спендиарову удалось записать мелодию с нехарактерным для музыки народов Крыма размером 3/8 вместо ритма 7/8.
Летом 1925 года состоялась археолого-этнографическая экспедиция в Крыму, в которой участвовали Усеин Боданинский, Осман Акчокраклы и Асан Рефатов. В ходе экспедиции было записано 25 версий танца. На основе собранных материалов Рефатов в книге «Песни крымских татар» 1932 года сделал вывод о том, что хайтарма является исключительно крымскотатарским танцем и не присуща народам Кавказа, Турции или Ирана. В работе Сергея Зайченко «Танцы греков Приазовья» 1995 года приведены исследования 22 населённых пунктах региона. В ходе этой экспедиции также были зафиксированы различные варианты танца. Зайченко охарактеризовал музыкальный ритм хайтармы −9/8 или 7/8, что характерно для тюркской культуры. Поэтому исследователь сделал вывод о том, что данный танец нельзя отнести к греческой культуре.

## В культуре
В 1930-е годы художник Эннан Алимов нарисовал картину «Къайтарма ойнагьан къыз» («Девушка, танцующая хайтарму»).
С 1939 года существует крымскотатарский ансамбль народного танца «Хайтарма».
Одноимённый фильм «Хайтарма» 2013 года Ахтема Сейтаблаева начинается с исполнения танца хайтарма.
В сентябре 2014 года на YouTube было опубликовано видео на котором хайтарму танцевали в 10 различных странах.
В клипе к песне «1944» украинской певицы Джамалы, ставшей победителем конкурса «Евровидения» в 2016 году, Мавиле Ягьяева исполнила хайтарму с элементами другого народного танца крымских татар — «Тым Тым».
В 2015 году «Укрпочта» выпустила марку «Танец Хайтарма».
В 2017 году на украинском шоу «Танцы со звёздами» режиссёр Ахтем Сеитаблаев и танцовщица Алёна Шоптенко исполнили танец хайтарма.